# Optimización de la tasa de conversión
La optimización de la tasa de conversión o CRO (del inglés, conversion rate optimization), es una disciplina del marketing digital y la analítica web, orientada a mejorar el porcentaje de visitantes de una página web que se convierten en clientes o, de forma más general, que realizan cualquier acción deseada en dicha web.

## Historia
La optimización de la tasa de conversión en línea (o simplemente la optimización web) surgió de la necesidad de los comercios electrónicos de mejorar el rendimiento de sus páginas webs después de la burbuja de las puntocom. A principios de la década de 2000, el crecimiento de la competencia, la mejora de las herramientas de análisis de sitios web y la importancia de la usabilidad, provocó que los especialistas en marketing empezarán a revisar sus estrategias y a mejorar la experiencia de usuario de sus webs.
En 2004, las nuevas herramientas permitieron experimentar con el diseño de la web y los contenidos para determinar qué diseños, textos, ofertas e imágenes tenían un mejor rendimiento. Esta forma de optimización se aceleró en 2007 con la introducción de Google Website Optimizer. Hoy, la optimización y la conversión son aspectos clave de muchas campañas de marketing digital. Una investigación realizada entre especialistas en marketing en 2014, mostró, por ejemplo, que el 59% de los encuestados pensaba que el CRO era "crucial para su estrategia general de marketing digital".
Esta optimización comparte muchos principios con el marketing directo: hace hincapié en el seguimiento ("tracking"), el testeo y la mejora continua. El marketing directo se popularizó a principios del siglo XX y fue promovido por grupos industriales como la Direct Marketing Association (1917).

## Importancia del CRO en los negocios en línea
Actualmente la competencia en el mercado digital es feroz en todos los sectores y antes de lanzar un negocio en línea es imprescindible trabajar todas estas áreas
1. Prototipado y selección de todos los elementos que estarán presentes en la web
2. Elección de tecnología
3. Diseño
4. Experiencia de usuario (UX)
5. Analítica digital
6. Captación de tráfico en línea orgánico (SEO)
7. Captación de tráfico pagado mediante campañas de publicidad en línea (SEM)

La metodología de mejora de tasas de conversión (CRO) permite cohesionar todos estos campos mediante la aplicación de estas técnicas:
- Uso de buenas prácticas, persuasión, estándares y recomendaciones de diseño orientado a la conversión.
- Test A/B para mejora continua de conversión
- Personalización web para adaptarla al usuario

Incluir CRO y estas técnicas como parte de la estrategia digital permite incrementar la tasa de éxito de los negocios digitales, mejorando la transformación de visitantes en  leads y clientes.
Su aplicación es fundamental para conseguir negocios digitales estables, duraderos y con un retorno de la inversión apropiado a largo plazo.

## Ejemplo de CRO

### El Caso Amazon
Amazon ha mejorado su tasa de conversión mediante la mejora de la experiencia de usuario, la creación de contenido relevante y la innovación tecnológica. Para mejorar la experiencia de usuario, Amazon ha utilizado herramientas como el motor de recomendaciones que recomienda productos basándose en el historial de búsqueda. Además, han añadido un carrito de compra para que los usuarios puedan comprar varios productos a la vez. Para mejorar el contenido, Amazon ha creado videos, reseñas de productos y artículos de blog para ayudar a los usuarios a tomar decisiones informadas. Finalmente, la empresa ha utilizado la inteligencia artificial para hacer un seguimiento de los patrones de actividad de los usuarios y mejorar la oferta. Estas estrategias han contribuido a un aumento de la tasa de conversión de Amazon.